# Günther Hummer
Günther Hummer (* 17. November 1939 in Ried im Innkreis, Oberösterreich) ist ein österreichischer Politiker (ÖVP).

## Leben
Nach dem Besuch der Volksschule und des Gymnasiums in Ried im Innkreis, an welchem Hummer im Jahr 1958 maturierte, studierte er Rechtswissenschaften an der Universität Innsbruck. Nach seiner Promotion, 1964, arbeitete er zunächst zwei Jahre als Richteramtsanwärter. Doch 1966 trat er in den Staatsdienst und wurde im Jahr 1969 Beamter.
1973 wurde Hummer für seine Partei, die ÖVP, zum Vizebürgermeister seiner Heimatgemeinde Ried gewählt, der 1979 die Wahl zum Bürgermeister folgen sollte. Hummer war danach bis 1991 in der Bürgermeisterstube tätig. 1986 wurde er zum Bezirksparteivorsitzenden der ÖVP für den Bezirk Ried im Innkreis gewählt, ein Amt, das Hummer bis 1998 innehatte.
Im Oktober 1989 wurde Hummer als Mitglied des Bundesrats in Wien vereidigt. Hummer gehörte der zweiten österreichischen Parlamentskammer knapp elf Jahre lang, bis März 2000, an. In der zweiten Jahreshälfte 1997 fungierte er als Präsident des Bundesrates.
Günther Hummer ist verheiratet und Vater von drei Töchtern.

## Auszeichnungen
- 1997: Großes Silbernes Ehrenzeichen mit dem Stern für Verdienste um die Republik Österreich[1]